# Liang Yusheng
Liang Yusheng (chinesisch 梁羽生, Pinyin Liáng Yǔshēng, Jyutping Loeng4 Jyu5sang1; * 5. April 1924 als Chen Wentong – 陳文統 / 陈文统,  Chén Wéntǒng, Jyutping Can4 Man4tung2 – in Mengshan, Provinz Guangxi in der Republik China; † 22. Januar 2009 in Sydney, New South Wales, Australien) war ein chinesischer Wuxia-Romanautor und Begründer der „neuen Schule“ (新派, englisch New School) dieser Stilrichtung. Er gehörte neben Jin Yong und Gu Long zu den einflussreichsten Autoren des Wuxia-Genres seiner Zeit in Hongkong. Diese drei Autoren der chinesischen Wuxia-Welt wurden poetisch auch als die „drei Schwertkämpfer – oder „Musketiere“ – des Wuxia-Romans“ bezeichnet.

## Werke (Auswahl)
| #  | Titel                     | Langz.       | Kurzz.       | Pinyin                 | Publikation | Jahrhundert | Hist. Zeit | Serie              | Bemerkung   |
| -- | ------------------------- | ------------ | ------------ | ---------------------- | ----------- | ----------- | ---------- | ------------------ | ----------- |
| 1  | Nü Di Qi Ying Zhuan       | 女帝奇英傳   | 女帝奇英传   | Nǚdì Qíyīng Zhuàn      | 1961–1962   | ca. 7. Jh.  | Tang-Zeit  | Einteiler          | –           |
| 2  | Da Tang You Xia Zhuan     | 大唐遊俠傳   | 大唐游侠传   | Dàtáng Yóuxiá Zhuàn    | 1963–1964   | ca. 8. Jh.  | Tang-Zeit  | Tang-Trilogie      | verfilmt 10 |
| 3  | Long Feng Bao Cha Yuan    | 龍鳳寶釵緣   | 龙凤宝钗缘   | Lóngfèng Bǎochāi Yuán  | 1964–1966   | ca. 8. Jh.  | Tang-Zeit  | Tang-Trilogie      | –           |
| 4  | Hui Jian Xin Mo           | 慧劍心魔     | 慧剑心魔     | Huìjiàn Xīnmó          | 1966–1968   | ca. 7. Jh.  | Tang-Zeit  | Tang-Trilogie      | –           |
| 5  | Wu Lin Tian Jiao          | 武林天驕     | 武林天骄     | Wǔlín Tiānjiāo         | 1978–1982   | ca. 13. Jh. | Song-Zeit  | Tianjiao-Reihe     | –           |
| 6  | Kuang Xia Tian Jiao Mo Nü | 狂俠天驕魔女 | 狂侠天骄魔女 | Kuángxiá Tiānjiāo Mónü | 1964–1968   | ca. 13. Jh. | Song-Zeit  | Tianjiao-Reihe     | –           |
| 7  | Fei Feng Qian Long        | 飛鳳潛龍     | 飞凤潜龙     | Fēifèng Qiánlóng       | 1966        | ca. 13. Jh. | Song-Zeit  | Tianjiao-Reihe     | verfilmt 1  |
| 8  | Han Hai Xiong Feng        | 瀚海雄風     | 瀚海雄风     | Hànhǎi Xióngfēng       | 1968–1970   | ca. 13. Jh. | Song-Zeit  | Tianjiao-Reihe     | –           |
| 9  | Ming Di Feng Yun Lu       | 鳴鏑風雲錄   | 鸣镝风云录   | Míngdī Fēngyún Lù      | 1968–1972   | ca. 13. Jh. | Song-Zeit  | Tianjiao-Reihe     | –           |
| 10 | Feng Yun Lei Dian         | 風雲雷電     | 风云雷电     | Fēngyún Léidiàn        | 1970–1972   | ca. 13. Jh. | Song-Zeit  | Tianjiao-Reihe     | –           |
| 11 | Huan Jian Qi Qing Lu      | 還劍奇情錄   | 还剑奇情录   | Huánjiàn Qíqíng Lù     | 1959–1960   | ca. 14. Jh. | Ming-Zeit  | Pingzong-Reihe     | verfilmt 2  |
| 12 | Ping Zong Xia Ying Lu     | 萍蹤俠影錄   | 萍踪侠影录   | Píngzōng Xiáyǐng Lù    | 1959–1960   | ca. 15. Jh. | Ming-Zeit  | Pingzong-Reihe     | verfilmt 3  |
| 13 | San Hua Nü Xia            | 散花女俠     | 散花女侠     | Sànhuā Nüxiá           | 1960–1961   | ca. 15. Jh. | Ming-Zeit  | Pingzong-Reihe     | verfilmt 4  |
| 14 | Lian Jian Feng Yun Lu     | 聯劍風雲錄   | 联剑风云录   | Liánjiàn Fēngyún Lù    | 1961–1962   | ca. 15. Jh. | Ming-Zeit  | Pingzong-Reihe     | –           |
| 15 | Guang Ling Jian           | 廣陵劍       | 广陵剑       | Guǎnglíng Jiàn         | 1972–1976   | ca. 15. Jh. | Ming-Zeit  | Pingzong-Reihe     | –           |
| 16 | Wu Lin San Jue            | 武林三絕     | 武林三绝     | Wǔlín Sānjué           | 1972–1976   | ca. 15. Jh. | Ming-Zeit  | Einteiler          | –           |
| 17 | Wu Dang Yi Jian           | 武當一劍     | 武当一剑     | Wǔdāng Yījiàn          | 1980–1983   | ca. 17. Jh. | Ming-Zeit  | Einteiler          | –           |
| 18 | Bai Fa Mo Nü Zhuan        | 白髮魔女傳   | 白发魔女传   | Báifà Mónǚ Zhuàn       | 1957–1958   | ca. 17. Jh. | Ming-Zeit  | Tianshan-Reihe     | verfilmt 5  |
| 19 | Sai Wai Qi Xia Zhuan      | 塞外奇俠傳   | 塞外奇侠传   | Sàiwài Qíxiá Zhuàn     | 1956–1957   | ca. 17. Jh. | Qing-Zeit  | Tianshan-Reihe     | –           |
| 20 | Qi Jian Xia Tian Shan     | 七劍下天山   | 七剑下天山   | Qījiàn Xià Tiānshān    | 1956–1957   | ca. 17. Jh. | Qing-Zeit  | Tianshan-Reihe     | verfilmt 6  |
| 21 | Jiang Hu San Nü Xia       | 江湖三女俠   | 江湖三女侠   | Jiānghú Sān Nǚxiá      | 1957–1958   | ca. 18. Jh. | Qing-Zeit  | Tianshan-Reihe     | verfilmt 7  |
| 22 | Bing Po Han Guang Jian    | 冰魄寒光劍   | 冰魄寒光剑   | Bīngpò Hánguāng Jiàn   | 1962        | ca. 18. Jh. | Qing-Zeit  | Tianshan-Reihe     | –           |
| 23 | Bing Chuan Tian Nü Zhuan  | 冰川天女傳   | 冰川天女传   | Bīngchuān Tiānnǚ Zhuàn | 1959–1960   | ca. 18. Jh. | Qing-Zeit  | Tianshan-Reihe     | –           |
| 24 | Yun Hai Yu Gong Yuan      | 雲海玉弓緣   | 云海玉弓缘   | Yúnhǎi Yùgōng Yuán     | 1961–1963   | ca. 18. Jh. | Qing-Zeit  | Tianshan-Reihe     | verfilmt 8  |
| 25 | Bing He Xi Jian Lu        | 冰河洗劍錄   | 冰河洗剑录   | Bīnghé Xǐjiàn Lù       | 1963–1965   | ca. 18. Jh. | Qing-Zeit  | Tianshan-Reihe     | –           |
| 26 | Feng Lei Zhen Jiu Zhou    | 風雷震九州   | 风雷震九州   | Fēngléi Zhèn Jiǔzhōu   | 1965–1967   | ca. 18. Jh. | Qing-Zeit  | Tianshan-Reihe     | –           |
| 27 | Wu Lin San Jue            | 俠骨丹心     | 侠骨丹心     | Xiágǔ Dānxīn           | 1967–1969   | ca. 18. Jh. | Qing-Zeit  | Tianshan-Reihe     | verfilmt 9  |
| 28 | Jian Wang Chen Si         | 劍網塵絲     | 剑网尘丝     | Jiànwǎng Chénsī        | 1976–1980   | ca. 18. Jh. | Qing-Zeit  | Einteiler 11       | –           |
| 29 | Huan Jian Ling Qi         | 幻劍靈旗     | 幻剑灵旗     | Huànjiàn Língqí        | 1980–1981   | ca. 18. Jh. | Qing-Zeit  | Einteiler 11       | –           |
| 30 | You Jian Jiang Hu         | 遊劍江湖     | 游剑江湖     | Yóujiàn Jiānghú        | 1969–1972   | ca. 18. Jh. | Qing-Zeit  | Muye-Liuxing-Reihe | –           |
| 31 | Mu Ye Liu Xing            | 牧野流星     | 牧野流星     | Mùyě Liúxīng           | 1972–1975   | ca. 19. Jh. | Qing-Zeit  | Muye-Liuxing-Reihe | –           |
| 32 | Tan Zhi Jing Lei          | 彈指驚雷     | 弹指惊雷     | Tánzhǐ Jīngléi         | 1977–1981   | ca. 19. Jh. | Qing-Zeit  | Muye-Liuxing-Reihe | –           |
| 33 | Jue Sai Chuan Feng Lu     | 絕塞傳烽錄   | 绝塞传烽录   | Juésài Chuánfēng Lù    | 1975–1978   | ca. 19. Jh. | Qing-Zeit  | Muye-Liuxing-Reihe | –           |
| 34 | Cao Mang Long She Zhuan   | 草莽龍蛇傳   | 草莽龙蛇传   | Cǎomǎng Lóngshé Zhuàn  | 1954–1955   | ca. 19. Jh. | Qing-Zeit  | Einteiler 12       | –           |
| 35 | Long Hu Dou Jing Hua      | 龍虎鬥京華   | 龙虎斗京华   | Lónghǔ Dòu Jīnghuá     | 1954        | ca. 19. Jh. | Qing-Zeit  | Einteiler 12       | –           |

Fußnote